# Ненадиевка (Роменский район)

Ненадиевка (укр. Ненадіївка) — село,
Гришинский сельский совет,
Роменский район,
Сумская область,
Украина.
Код КОАТУУ — 5924184705. Население по переписи 2001 года составляло 25 человек .

## Географическое положение
Село Ненадиевка находится на расстоянии до 1,5 км от сёл Салогубовка и Долгополовка.
По селу протекает пересыхающий ручей с запрудой.
Рядом проходит автомобильная дорога Н-07 и 
железная дорога, станция Погребы в 2-х км.